# Чекіаул
Чекіаул (рос. Чекиаул) — присілок у Киштовському районі Новосибірської області Російської Федерації.
Входить до складу муніципального утворення Вараксінська сільрада. Населення становить 48 осіб (2010).

## Історія
Згідно із законом від 2 червня 2004 року органом місцевого самоврядування є Вараксінська сільрада.

## Населення
| 2002 | 2007 | 2010 |
| ---- | ---- | ---- |
| 114  | ↘83  | ↘48  |